# La Tribuna (Lérida)
La Tribuna fue un periódico español editado en Lérida entre 1934 y 1936.

## Historia
El diario nació en 1934, bajo el subtítulo «Diario de información». Vino a suceder al desaparecido El País. Publicó su primer número el 1 de diciembre de 1934. Tras el estallido de la Guerra civil el diario fue confiscado, dejando de editarse. Su último número es del 18 de julio de 1936. En su lugar se publicó UHP, bajo el control de la JSUC y la UGT.